# Lumpaci le vagabond
Pour plus de détails, voir Fiche technique et Distribution.
Lumpaci le vagabond (Lumpacivagabundus) est un film autrichien réalisé par Géza von Bolváry, sorti en 1936.
Il s'agit de l'adaptation de la pièce de Johann Nestroy.

## Synopsis
Fortuna et Amorosa, la protectrice du véritable amour, font un pari avec l'esprit diabolique Lumpacivagabundus qui finira par faire tomber le diable : elles parient qu'il ne réussira pas à dévier l'un des trois hommes justes : le tailleur Zwirn, le compagnon charpentier Leim et le cordonnier Knieriem. Les trois recevront de l'argent et le véritable amour des femmes pour les soutenir. Lumpacivagabundus est d'accord.
Il laisse d’abord les trois hommes quitter leur travail. Zwirn est licencié, parce qu'il flirte toujours avec les clientes. Leim démissionne lorsque son grand amour Pepi est censé épouser l'aubergiste antipathique Strudl. Knieriem erre. Tous les trois se rencontrent à une intersection et continuent le voyage ensemble. Ils arrivent dans une ville où ils passent la nuit dans une auberge et tous les trois rêvent du même numéro. Le lendemain, ils rassemblent tout leur argent et achètent un billet portant le même numéro. Le ticket est gagnant et tous les trois reçoivent le prix principal de 100 000 thalers. Ils se partagent l'argent, laissent un pécule au propriétaire et se séparent. Dans un an, ils veulent se revoir à l'auberge.
Alors que Zwirn souhaite se rendre à Venise, Lumpacivagabundus l'attire dans une calèche pour Paris. Alors qu'il est encore dans la calèche, Zwirn rencontre Signorina Palpiti et il tombe amoureux d'elle. À son tour, elle le supporte, achète des vêtements coûteux et détourne son argent grâce à de faux titres aristocratiques dans l'achat des ruines d'un château et dans des fêtes somptueuses qu'il organise pour elle. Il ignore les avertissements de Paula, la couturière de Palpiti, selon laquelle elle ne ferait que profiter de lui. Quand son argent est épuisé, Palpiti le laisse tomber. Zwirn revient à l'auberge après un an sans un thaler en poche.
Knieriem est parti en voyage pour boire son argent, après tout, de toute façon, le monde finirait bientôt par un impact de météorite. Il invite chaque compagnon qui croise son chemin à être son hôte. En fin de compte, il fonde une auberge qui sert le meilleur des vins et attend la météorite qui n'arrive jamais. Il rejette l'amour de la serveuse Traudl et préfère de loin se remettre entre les mains de Lumpacivagabundus. Au bout d'un an, il n'a plus d'argent et retourne à l'auberge, pauvre.
Dès le début, Leim résiste aux tentations du diable. Bien qu'un malentendu lui ait fait croire que sa Pepi voulait épouser l'aubergiste Strudl, il retourne néanmoins dans son village. Le malentendu est dissipé et Leim, en tant qu'homme riche, est désormais un bon parti aux yeux du père de Pepi. Le mariage a lieu et Leim revient après un an en homme riche mais juste.
Il teste Zwirn et Knieriem en faisant semblant d'être pauvre et malade dans un hôpital. Lorsque tous deux lui apportent aussitôt le pécule qu'ils avaient laissé à l'aubergiste et ne veulent pas l'utiliser pour eux-mêmes, il les confronte. Il veut les aider tous les deux à se relever et leur propose d'ouvrir un atelier de cordonnier et une boutique de tailleur dans son village. Tous deux hésitent, mais Zwirn décide immédiatement de se rendre à l'atelier lorsque Paula apparaît. Elle démissionne de Signorina Palpiti pour rejoindre Zwirn. Seul Knieriem échoue : devant le choix entre un verre de vin ou l'atelier, il choisit le vin et repart avec Lumpacivagabundus triomphant.

## Fiche technique
- Titre français : Lumpaci le vagabond[1]
- Titre original : Lumpacivagabundus
- Réalisation : Géza von Bolváry assisté de Carl von Barany
- Scénario : Max Wallner
- Musique : Hans Lang
- Photographie : Werner Brandes (de)
- Direction artistique : Emil Hasler
- Costumes : Alfred Kunz (de)
- Son : Herbert Janeczka, Fritz Radler
- Montage : Hermann Haller
- Production : Ernst Garden (de)
- Société de production : Styria-Film, Hade-Film
- Société de distribution :  Kiba Kinobetriebsanstalt
- Pays d'origine :  Autriche
- Langue : allemand
- Format : Noir et blanc - 1,37:1 - Mono - 35 mm
- Genre : Comédie
- Durée : 95 minutes
- Dates de sortie :
  - Autriche : 23 décembre 1936.
  - Croatie : 9 février 1937.
  - Allemagne : 12 février 1937.
  - Slovénie : 27 février 1937.
  - Danemark : 24 avril 1937.
  - Finlande : 6 juin 1937.
  - Pays-Bas : 8 avril 1938.
  - France : 7 juin 1939[1] (en version originale à Strasbourg le 29 novembre 1938[2]).

## Distribution
- Paul Hörbiger : Lumpazivagabundus/Knieriem
- Heinz Rühmann : Zwirn
- Hans Holt : Leim
- Hilde Krahl : Pepi, la femme de Leim
- Alice Brandt (de) : Signorina Palpiti
- Anton Pointner : le comte de Monte-Cristo
- Fritz Imhoff : Strudl, le patron
- Ferdinand Maierhofer : Hoblmann
- Edith Wolff : Paula
- Eduard Loibner : l'hôte de l'auberge
- Richard Eybner : Baptiste
- Karl Skraup (de) : le colporteur
- Karl Forest (de) : le maître tailleur
- Traudl Link : la serveuse
- Lieselotte Nekut : Traudl
- Gretl Wagner : la repasseuse
- Hanns Obonya : Piccolo
- Maria Holst : Amorosa
- Lotte Koch : Fortune
- Eugen Günther (de) : un vagabond
- Franz Böheim : le compagnon charpentier Franzl
- Wilhelm Schich (de) : le cocher

## Production
Le film est tourné à Dürnstein, Göttweig, Sievering et Weißenkirchen en Basse-Autriche. Les scènes intérieures furent prises chez Tobis-Sascha-Atelier à Vienne-Sievering.
Heinz Rühmann avait déjà joué Zwirn sous la direction de Heinz Hilpert avant le film. Paul Hörbiger incarne à nouveau Knieriem en 1956 dans l'adaptation de Franz Antel. Il joue aussi un acteur vieillissant dans le film Tanze mit mir in den Morgen de 1962,  où il apparaît également sur sa scène dans le rôle de Knieriem dans la pièce de Nestroy.
La version allemande est 120 m plus courte que la version autrichienne.